# Мой друг Дамер (комикс)
«Мой друг Дамер» — графический роман и автобиографическая книга  Джона «Дерфа» Бэкдерфа о его дружбе со своим одноклассником Джеффри Дамером, впоследствии ставшим одним из жутких и известных серийных убийц Америки.  В 2002-м году Бэкдерф  пытался самостоятельно издать 24-страничную версию, которая стала бестселлером, но по словам автора, он был недоволен малым объемом, качеством иллюстраций и перепутанной хронологией событий. В 2012 году он  переписал роман уже в 224 страницы, комикс был издан компанией Abrams Comic Arts.

## Сюжет

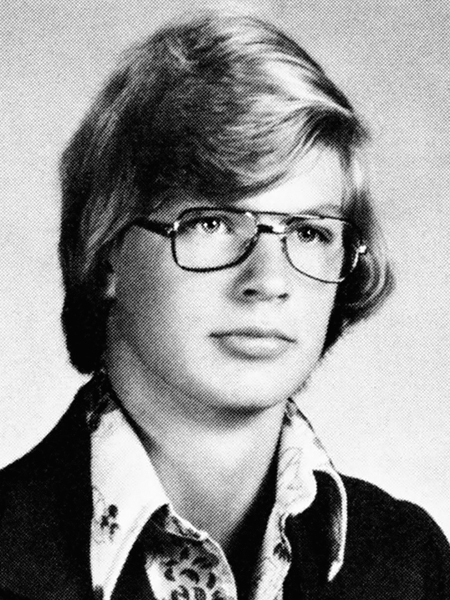
Джеффри Дамер в школьные годы. 1978 год.

Повествование ведётся от лица Джона Бэкдерфа. Он описывает свою юность в старших классах школы Ривиэр города Акроне, штат Огайо, и рассказывает, как подружился со школьным изгоем Джеффри Дамером. У него странная манера: при разговоре он изображает эпилептические припадки, у него есть хобби собирать трупы животных и растворять их в банках с кислотой у себя в сарае. Однажды Дамер крадёт эмбрион свиньи, хранящийся в школьной лаборатории. Подросток часто терпит издевки со стороны одноклассников, но всё же заводит друзей: Джона, Майка, Кента и Нила. Они основывают так называемый «Фан-клуб Дамера». Хоть одноклассникам и нравились кривляния Дамера, вне школы они сторонились с ним общаться.
Переживая постоянные ссоры родителей и подавляя свои извращённые сексуальные фантазии, Дамер начинает злоупотреблять спиртным, однако никто из учителей этого не замечает. Однажды он берёт биту и прячется в кустах вдоль дороги, чтобы подкараулить соседа, который часто совершает пробежку возле его дома. Дамер часто фантазирует по отношению к бегуну, но он так и не появляется, тогда Дамер возвращается домой.
Также описывается случай, когда Джон позвал Дамера на рыбалку. Поймав  рыбу, Джефф берёт ножик и начинает её потрошить, по его словам, из-за интереса, как это будет выглядеть. Фан-клуб Дамера решает сделать розыгрыш: Дамер фотографируется для школьного альбома для выпускного в тех классах и кружках, где не значится. После школьники платят Дамеру, чтоб он изображал припадки на глазах посетителей супермаркета. Так они проводят весь день, но к вечеру членам фан-клуба перестаёт нравиться его кривляния и они решают исключить Джефа. Джон и другие члены клуба перестают общаться с ним и звать гулять.
1978 год. На выпускной бал, к удивлению бывших друзей, Дамер приходит с девушкой, но решает оставить её одну и уезжает на несколько часов в ресторан быстрого питания, чтобы провести время в одиночестве. В лесу, неподалёку от своего дома, Дамер расчленяет труп собаки, её шкуру и кости вешает на деревья. Жители города считают, что это сделал некий сатанинский культ. Вскоре родители Дамера разводятся, мать вместе с младшим братом Джефа Дэвидом переезжает в Висконсин, отец также уезжает на время, и Джефф начинает жить самостоятельно. Покинутый родителями, друзьями, страдающий угрызениями своих извращённых фантазий, Дамер впадает в депрессию. Окончив школу, он решает прокатиться на машине по городу, подбирает 17-летнего Стивена Хикса и в этот же день совершает своё первое убийство...
Пролог. Спустя 10 лет бывшие члены фан-клуба Дамера решают встретиться в кафе. Они обсуждают жизнь каждого и вспоминают о Дамере. По их воспоминаниям, он прожил в одиночку дома шесть недель, а после начал жить с отцом, был отчислен из Университета штата Огайо за пьянство и начал службу в армии, откуда также был уволен за пьянство. В шутку Джон предполагает, что он, возможно, стал маньяком. В 1991 году Джон в шоке узнает, что Джеффри Дамера посадили в тюрьму на пожизненное заключение за совершение 17 убийств.

## Создание
Бэкдерф начал создание комикса в 1994 году, вскоре после того, как Джеффри Дамер был убит в тюрьме своим же сокамерником. Первая история Дамера Дерфа появилась в Zero Zero # 18 (Fantagraphics, июль 1997). Дерф представил проект как графический роман на 100 страниц, но не смог найти издателя. Затем в 2002 году он самостоятельно смог опубликовать лишь сокращённый 24-страничный вариант «Мой друг Дамер».
Успех, который пришёлся с 24-страничной версией, подтолкнул Дерфа к созданию 224-страничной версии после 6 лет бездействия. 224-страничная версия была опубликована в 2012 году; Дерф чувствовал, что он не оправдал проект в 24-страничной версии. Для создания комикса Беркдерф использовал архивы ЦРУ, интервью Дамера с психологами, спрашивал бывших выпускников школы Ривиэр, соседей и знакомых семьи Дамеров.

## Награды
Оригинальный самоизданный комикс был номинирован на премию Айснера.
Лев Гроссман, критик книги «Time», назвал «Мой друг Дамер» одной из пяти лучших научно-популярных книг 2012 года.
Окончательная 224-страничная версия была номинирована на премию Игнаца за выдающийся графический роман.
Он также был номинирован на премию Харви и награду Рюбен и получил премию Ангулема.

## Критика
Одиночество, семейная драма и алкоголизм как анестетик от пугающих фантазий — вот она, реальность подрастающего будущего серийного убийцы. Извиняет ли это всё вместе взятое героя? Конечно же, нет. Но можно ли понять его личность в отрыве от всей той боли, что он перенёс? Тоже нет. Попытка понять другого — вот важнейший критерий человечности. «Мой друг Дамер» — замечательное высказывание на данную тему.

Из рецензии в журнале Darker

## Экранизация
Оригинальный самоизданный комикс был адаптирован и поставлен в виде одноактной пьесы Департаментом театра Нью-Йоркского университета. В 2017 году вышел одноименный фильм.